# Religioni nell'Impero mongolo
I Mongoli sono stati molto tolleranti per la maggior parte delle religioni. Nel periodo di Gengis Khan ogni religione, dal buddismo al Cristianesimo e fino all'Islam, poteva essere liberamente professata. Per evitare lotte, Gengis Khan istituì un ente che dava garanzia di libertà religiosa, anche se egli stesso è stato uno sciamanista. Sotto la sua amministrazione, tutti i leader religiosi sono stati esenti da imposta e dal servizio pubblico.
Inizialmente ci sono stati pochi luoghi di culto, a causa dello stile di vita dei nomadi. Tuttavia, sotto Ögödei, sono stati intrapresi nella zona di Karakorum diversi progetti di costruzione. Insieme ai palazzi, Ogodei fece costruire case di culto per i buddisti, musulmani, cristiani, taoisti e seguaci. La religione dominante in quel momento è stato lo Sciamanesimo, il Tengrismo e Buddismo, anche se la moglie di Ogodei era cristiana.

## Religioni di stato nell'Impero mongolo

### Buddhismo
Il figlio di Ogodei e fratello minore di Güyük, Khoten (Хүдэн, Kötön), divenne il governatore delle regioni di Gansu e Ningxia. Ha lanciato una campagna militare in Tibet sotto il comando dei generali Lichi e Dhordha. I Mongoli bruciarono i monumenti tibetani come il monastero di Reting e il tempio Gyal nel 1240. Il principe Kötön era convinto che nessun potere nel mondo superi i Mongoli. Tuttavia, egli ritiene che la religione fosse necessaria per l'aldilà. Il principe Kötön è stato colpito dagli insegnamenti di Sakya Pandita Kunga Gyeltsen, quarto Venerabile del lignaggio Sakyapa, e con questi divenne il primo noto principe buddhista dell'impero mongolo.
Khatun Chabi, influenzato da Kublai Khan, si convertì al buddhismo. Khublai offrì la regola Phagpa per più di tredici trikhors del Tibet. Al termine della seconda tappa, Khubilai offrì il Phagpa e regolò tutte e tre le province del Tibet. La terza fase di apertura è stata seguita da Khubilai che prese un voto a rinunciare alla massa annuale per i sacrifici del suo soggetto cinese. I sacrifici comportano un rituale annuale di gettare un gran numero di soggetti cinesi nel Lago Miyou e di controllare la crescita della popolazione cinese.
Hulegu e Abaqa sono stati buddhisti, e la loro religione fiorì in Persia fino al Khanato di Kazan'. Tokta dell'Orda d'Oro inoltre incoraggiò il Lama a stabilirsi in Russia.

### Cristianesimo
Il Cristianesimo fu accolto nella confessione nestoriana intorno all'anno 1312, e teneva i battesimi presso il lago Issyk Kul. Molti Mongoli furono convertiti a quest'aspetto del Cristianesimo nel VII secolo, e qualcuno fra loro si convertì pure al cattolicesimo.
Alcuni dei principali personaggi cristiani mongoli furono: Sorgaqtani Beki, figlia di diritto di Gengis Khan, e madre dei condottieri Möngke, Kublai, Hulagu e Ariq Boke; Sartaq, khan dell'Orda d'Oro; Doquz Khatun, la madre di Abaqa; Kitbuqa, generale mongolo dell'impero di levante, che combatté in alleanza con i cristiani. Avvennero delle alleanze con potenze occidentali come nel 1265 con il matrimonio di Maria Paleologa, figlia dell'imperatore Michele VIII Paleologo, con Abaqa.
Nel XIII secolo si videro tentativi di alleanze franco-mongole con scambi di ambasciatori e collaborazione militare con i cristiani europei in Terra santa. Il mongolo nestoriano Rabban Sauma Bar visitò alcuni tribunali europei nel 1287-1288. Il contatto tra il Gran khan in Cina e lo Stato Pontificio è durato fino alla metà del XIV secolo.

### Islam
Il condottiero Berke fu il primo leader musulmano dei khanati mongoli, ma la piena adozione della religione fu molto più tardi. I Musulmani divennero una classe favorita di funzionari, ed erano istruiti e sapevano bene il turco e il mongolo.
Ghazan è stato il primo khan musulmano ad adottare l'Islam come religione nazionale dell'Ilkhanato. Dopo costrinse gli uzbeki, suoi sudditi, ad accettare la religione. Un altro regno musulmano fu l'Impero Mogul. I musulmani mongoli ebbero uno stile di vita nomade e il buddismo e sciamanesimo fiorirono così come il Cristianesimo fino al 1350.
La dinastia Yuan è stato l'unico khanato a non convertirsi all'Islam, e non vi furono molti musulmani stranieri, in quanto i khan furono tolleranti alle altre religioni. Secondo Jack Weatherford, ci sono stati più di un milione di musulmani durante la dinastia Yuan.

## Lascito
La passione dei mongoli per la tolleranza religiosa colpì molto gli scrittori del XVIII secolo. «Gli inquisitori cattolici d'Europa» scrisse Edward Gibbon in un celebre passo, «che difendevano il nonsenso con la crudeltà, avrebbero potuto essere confusi dall'esempio di un barbaro, che anticipava le lezioni della filosofia e stabiliva con le sue leggi un sistema di puro teismo e perfetta tolleranza.» Egli prosegue aggiungendo, in una nota a piè di pagina, «si può trovare una singolare conformità tra le leggi religiose di Gengis Khan e di Mr. Locke.»